# 岩瀬浩介
岩瀬 浩介（いわせ こうすけ、1981年4月8日 - ）は、茨城県鹿島郡神栖町(現神栖市)出身の元サッカー選手。現役時代のポジションはDF。2012年より、Jリーグ・ブラウブリッツ秋田の取締役社長を務める。

## 来歴
鹿島高校から社会人チームの神栖クラブ、日本大学を経て2005年にJFLの佐川急便東京サッカー部へ加入。しかしベテラン揃いのチームのなかで出場機会が得られず、2006年シーズン途中に東北社会人リーグのTDKサッカー部へ移籍した。ここで出場機会を得ると、チームはこの年の地域リーグ決勝大会に優勝、JFLへの昇格を果たした。
JFL昇格後も守備陣の中心として活躍するとともに、2010年シーズンよりTDKサッカー部がクラブチーム化によりブラウブリッツ秋田に移行し、Jリーグ参入を目指していくなかでスタッフ業務を兼任し、チーム運営や広報活動などにも携わった。
2010年シーズン終了とともに選手を引退し、広報部長に就任。運営委員代理も務めた後、3回断った末、2012年4月、ブラウブリッツ秋田を運営する秋田フットボールクラブ株式会社の取締役社長に就任した。

## 人物
- 2023年に秋田に移籍してきた圍謙太朗に容姿が似ているとする意見がある[6]。

## 所属クラブ
- 茨城県立鹿島高等学校
- 神栖クラブ
- 2001年 - 2004年 日本大学
- 2005年 - 2006年途中 佐川急便東京SC
- 2006年途中 - 2010年 TDKサッカー部 / ブラウブリッツ秋田

## 個人成績
| 国内大会個人成績 | 国内大会個人成績 | 国内大会個人成績 | 国内大会個人成績 | 国内大会個人成績 | 国内大会個人成績 | 国内大会個人成績 | 国内大会個人成績 | 国内大会個人成績 | 国内大会個人成績 | 国内大会個人成績 | 国内大会個人成績 |
| 年度             | クラブ           | 背番号           | リーグ           | リーグ戦         | リーグ戦         | リーグ杯         | リーグ杯         | オープン杯       | オープン杯       | 期間通算         | 期間通算         |
| 年度             | クラブ           | 背番号           | リーグ           | 出場             | 得点             | 出場             | 得点             | 出場             | 得点             | 出場             | 得点             |
| 日本             | 日本             | 日本             | 日本             | リーグ戦         | リーグ戦         | リーグ杯         | リーグ杯         | 天皇杯           | 天皇杯           | 期間通算         | 期間通算         |
| ---------------- | ---------------- | ---------------- | ---------------- | ---------------- | ---------------- | ---------------- | ---------------- | ---------------- | ---------------- | ---------------- | ---------------- |
| 2005             | 佐川東京         | 27               | JFL              | 0                | 0                | -                | -                | 0                | 0                | 0                | 0                |
| 2006             | 佐川東京         | 27               | JFL              | 0                | 0                | -                | -                | -                | -                | 0                | 0                |
| 2006             | TDK              | 27               | 東北1部          | 4                | 1                | -                | -                | 2                | 0                | 6                | 1                |
| 2007             | TDK              | 19               | JFL              | 27               | 1                | -                | -                | 1                | 0                | 28               | 1                |
| 2008             | TDK              | 19               | JFL              | 30               | 0                | -                | -                | 1                | 0                | 31               | 0                |
| 2009             | TDK              | 19               | JFL              | 13               | 0                | -                | -                | 1                | 0                | 14               | 0                |
| 2010             | 秋田             | 19               | JFL              | 18               | 0                | -                | -                | 1                | 0                | 19               | 0                |
| 通算             | 日本             | 日本             | JFL              | 88               | 1                | -                | -                | 4                | 0                | 92               | 1                |
| 通算             | 日本             | 日本             | 東北1部          | 4                | 1                | -                | -                | 2                | 0                | 6                | 1                |
| 総通算           | 総通算           | 総通算           | 総通算           | 92               | 2                | -                | -                | 6                | 0                | 98               | 2                |

## タイトル

### クラブ
TDKサッカー部
- 全国地域サッカーリーグ決勝大会：1回 (2006年)